# Kalanchoe ndotoensis
Kalanchoe ndotoensis är en fetbladsväxtart som beskrevs av Leonard Eric Newton. Kalanchoe ndotoensis ingår i släktet Kalanchoe och familjen fetbladsväxter. Inga underarter finns listade i Catalogue of Life.